# Carmen Aranegui Gascó
Carmen Aranegui Gascó, née à Valence en 1945, est une archéologue et professeur à l'université de Valence.

## Biographie
Elle est née à Valence en 1945.

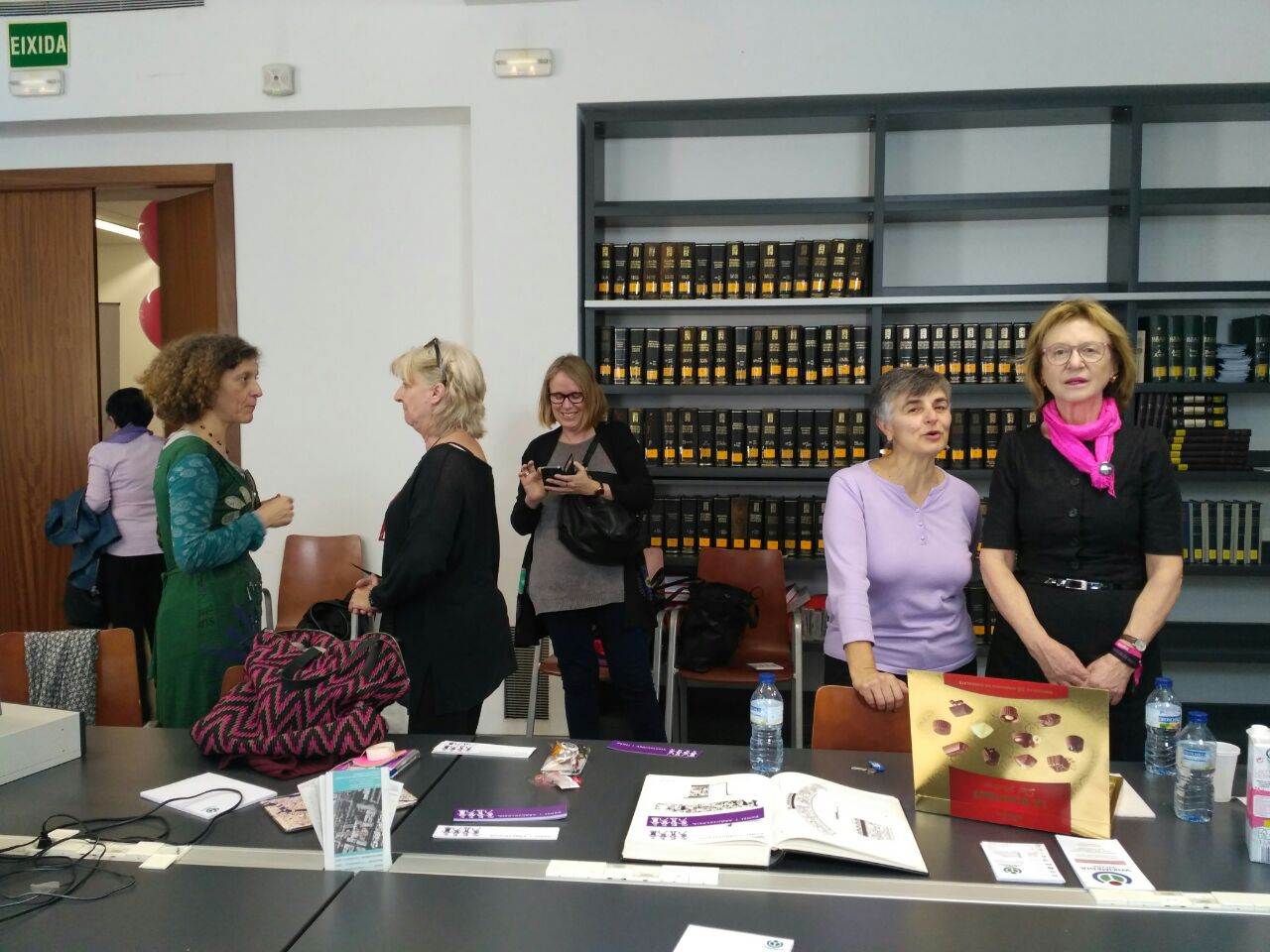
Carmen Aranegui Gascó à l'édition du 8 mars 2017 dans la Biblioteca de Humanidades Joan Reglá de Valence.

Elle commence à enseigner l'archéologie à l'université dès 1970 et obtient son doctorat en 1972 à l'université de Valence sous la direction du professeur Miquel Tarradell. Elle y est professeur d'archéologie depuis 1986. Elle se spécialise dans l'étude de la céramique ibérique. Plus tard, elle élargit ses études à Aix-en-Provence, Rome et Paris.
Depuis 1974, elle fouille le port de Sagonte (ca) (dénommé également Grau Vell), où elle réalise diverses publications et des propositions de conservation. Plus tard, son attention se tourne vers le forum romain de cette même ville, découvrant une phase de l'ère républicaine romaine, immédiatement après la deuxième guerre punique (218-202 av. J.-C.), couche archéologique située sous les vestiges romains du début de l'Empire romain de l'époque du règne d'Auguste. C'est alors que le temple central est reconnu, sur l'édifice républicain, avec la curie à l'Est et la basilique civile à l'Ouest, tout autour d'une place publique pavée de dalles dans laquelle apparaît la donation de Cnaeus Baebius Geminus, originaire de Sagonte et bienfaiteur de la ville. La place se ferme sur son flanc sud par une imposante citerne romaine. Ce complexe monumental, à peine restauré, est parmi les plus complets de la province romaine de Tarraconaise. C'est un exemple de programme urbain organisé en terrasses de hauteur décroissante, entre le château de Sagonte et la rivière Palancia.
Elle met en évidence l'importance de la vinification et du commerce dans la région romano-valencienne et, en particulier, à Sagonte, en identifiant les amphores de transport utilisées et les marques de timbre qui les caractérisent. Elle dirige aussi l'étude archéologique du projet de restauration et de réhabilitation du théâtre romain de cette ville et de ses environs. Elle a également effectué des fouilles à Oliva, Ifach, La Serreta, Segaria et Cabezo Lucero.
À partir de 1995, elle commence une phase d'étude de la civilisation phénicienne, punique et mauritanienne, en fouillant le site de Lixus (Larache, Maroc), en collaboration avec l'Institut national des sciences de l'archéologie et du patrimoine, basé à Rabat. Les résultats les plus notables de cette recherche sont la datation du site à des dates parallèles à celles enregistrées dans le versant nord du détroit de Gibraltar en Espagne et dans la découverte d'une architecture avec des bâtiments, publics et privés, qui révèlent l'importance et la spécificité de la ville antique, dans laquelle les fouilles et les études se poursuivent. Une de ses contributions archéologiques est l'identification d'un sanctuaire et du premier palais documenté au Maroc à l'époque de Juba II, roi de Maurétanie entre 25 av. J.-C. et 23 ap. J.-C.
Un autre axe fort de ses recherches concerne la culture ibérique, une spécialité qu'elle a montrée au grand public en tant que commissaire de l'Espagne de l'exposition internationale Los Iberos tenue au Grand-Palais à Paris en 1997-1998, au Kunst und Ausstellungshalle der Bundesrepublik Deutschland à Bonn en mai-août 1998 et à la Fondation La Caixa à Barcelone en octobre-décembre 1998.
Elle est l'auteur de plusieurs ouvrages dont Sagunto. Oppidum, emporio y municipio romano paru en 2004 ou Los iberos ayer y hoy. Arqueologías y culturas en 2012 et rédactrice scientifique des mémoires archéologiques des fouilles du Grau Vell (ca), de Sagonte et de Lixus.

## Publications

### Articles
- (es) « Cerámica gris de los poblados ibéricos valencianos », Papeles del Laboratorio de Arqueología de Valencia, Valence, Facultad de Filosofía y Letras Universidad de Valencia,‎ 1969, p. 131-131 (ISSN 0210-4873).
- (es) « Cerámica ibérica de La Serreta (Alcoy) », Papeles del Laboratorio de Arqueología de Valencia, Valence, Facultad de Filosofía y Letras Universidad de Valencia, no 10,‎ 1970, p. 207-221 (ISSN 0210-4873).
- (es) « Las artes decorativas en la cerámica ibérica valenciana », Actas del XXIII Congreso internacional de historia del arte : España entre el Mediterráneo y el Atlántico, Granada, 1973, Grenade, Universidad de Granada, Departamento de Historia del Arte,‎ 1976, p. 45-64 (ISBN 84-600-6927-3).
- (es) « Materiales arqueologicos del Peñon de Ifac (Calpe) », Papeles del Laboratorio de Arqueología de Valencia, Valence, Facultad de Filosofía y Letras Universidad de Valencia, vol. 9,‎ 1973, p. 49-69 (ISSN 0210-4873).
- (es) « Las excavaciones del Grau Vell y el puerto de la ciudad de Arse-Saguntum », Saitabi, Valence, Universidad de Valencia, Facultad de Geografía e Historia, vol. 26,‎ 1976, p. 41-46 (ISSN 0210-9980).
- (es) « La cerámica gris monocroma : puntualizaciones sobre su estudio », Papeles del Laboratorio de Arqueología de Valencia, Valence, Facultad de Filosofía y Letras Universidad de Valencia, no 11,‎ 1975, p. 333-379 (ISSN 0210-4873).
- (es) « Una teja con marca L. Herreni del poblado de Sant Antoni (Bocarent, Valencia) », Archivo de Prehistoria Levantina, Valence, Diputación Provincial. Servicio de Investigación Prehistórica, no 15,‎ 1978, p. 223-228 (ISSN 0210-3230).
- (es) « Avance de la problematica de las imitaciones en cerámica de barniz negro del Peñon de Ifac », Archéologie en Languedoc, Sète, Fédération archéologique de l'Hérault,‎ 1978, p. 17-20 (ISSN 0221-4792).
- (es) « Hallazgo de una cabeza escultorica en la ciudad de Játiva (Valencia) », Archivo de Prehistoria Levantina, Valence, Diputación Provincial. Servicio de Investigación Prehistórica, vol. 15,‎ 1978, p. 217-221 (ISSN 0210-3230).
- (es) avec Jaime Siles, « En torno a un grafito ibérico de Fuenvich (Requena) », Zephyrus, Salamanque, Universidad. Facultad de Filosofia y Letras. Centro de Estudios Salmantinos, nos 28-29,‎ 1978, p. 319-324 (ISSN 0514-7336).
- (es) « Anotaciones sobre las ánforas del nivel de relleno del Grau Vell (Sagunto, Valencia) », Saguntum, Valence, Universitad de Valencia, Facultad de geografía e historia, no 13,‎ 1978, p. 307-326 (ISSN 0210-3729).
- (es) avec Milagro Gil-Mascarell, « Vasos plásticos y ceramicas con decoración en relieve de barniz negro », Archéologie en Languedoc, Sète, Fédération archéologique de l'Hérault, no 1,‎ 1978, p. 13-16 (ISSN 0221-4792).
- avec André Bazzana, « Vestiges de structures défensives d’époque romaine tardive et d’époque musulmane au Peñon d’Ifac (Calpe, province d’Alicante) », Mélanges de la Casa de Velazquez, Paris, De Boccard, t. 16,‎ 1980, p. 421-436 (ISSN 0076-230X, lire en ligne, consulté le 20 avril 2020).
- (es) « La circulación monetaria en el Grau Vell de Sagunt (Valencia) », Numisma, Madrid, Sociedad Iberoamericana de Estudios Numismáticos, no 30,‎ 1980, p. 59-83 (ISSN 0029-6015).
- avec André Jodin, Pierre Rouillard et Enrique A. Llobregat, « Fouilles du site ibérique de Cabezo Lucero (Guadamr del Segura, Alicante) deuxième campagne, 1981 », Mélanges de la Casa de Velázquez, t. 18-1,‎ 1982, p. 427-436 (lire en ligne, consulté le 26 avril 2020).
- avec André Jodin, Pierre Rouillard et Enrique A. Llobregat, « Fouilles du site ibérique de Cabezo Lucero (Guadamr del Segura, Alicante) troisième campagne, 1982 », Mélanges de la Casa de Velázquez, t. 19,‎ 1983, p. 487-496 (lire en ligne, consulté le 26 avril 2020).
- (es) « La cisterna del flanco septentrional del foro de Saguntum », Saguntum 18-1984, papeles del laboratorio de arqueologia de Valencia, Valence, Facultad de geografia e historia universidad de Valencia,‎ 1984, p. 195-203.
- avec André Jodin, Pierre Rouillard et Enrique A. Llobregat, « Fouilles du site ibérique de Cabezo Lucero (Guadamr del Segura, Alicante) quatrième campagne, 1984 », Mélanges de la Casa de Velázquez, t. 21,‎ 1985, p. 393-404 (lire en ligne, consulté le 26 avril 2020).
- (es) « El edificio NE del foro de Sagunto », Archivo Espanol de Arqueologia, Madrid, C.S.I.C., vol. 59, nos 153-154,‎ 1986, p. 47-66.
- avec André Jodin, Pierre Rouillard et Enrique A. Llobregat, « Fouilles du site ibérique de Cabezo Lucero (Guadamr del Segura, Alicante) cinquième campagne, 1985 », Mélanges de la Casa de Velázquez, t. 22,‎ 1986, p. 549-558 (lire en ligne, consulté le 26 avril 2020).
- (es) « La cerámica gris de tipo ampuritano : las jarritas grises », Annales littéraires de l'Université de Besançon, no 331,‎ 1987, p. 87-98 (lire en ligne, consulté le 27 avril 2020).
- (es) avec E. Hernández, « Estudio de las fases constructivas del foro de Saguntum », Homenatge A.Chabret 1888-1988, Valence, Generalitat valenciana,‎ 1989, p. 145-153 (ISBN 84-7579-751-2).
- avec Pierre Rouillard, Enrique Llobregat, Gilles Grévin, André Jodin et José Uroz, « Du nouveau sur la civilisation ibérique : les fouilles de Cabezo Lucero (Alicante) », Comptes rendus des séances de l'Académie des Inscriptions et Belles-Lettres, no 2,‎ 1990, p. 538-557 (DOI https://doi.org/10.3406/crai.1990.14872, lire en ligne, consulté le 25 avril 2020).
- avec Josep A. Gisbert Santonja, « Les amphores à fond plat de la Péninsule ibérique », Les amphores en Gaule : production et circulation, no 474,‎ 1992, p. 101-112 (ISBN 2-251-60474-X, ISSN 0523-0535, lire en ligne, consulté le 26 avril 2020).
- avec Maria Belén, Manuel Fernández-Miranda et Emilia Hernandez, « La recherche archéologique espagnole à Lixus : bilan et perspectives », Publications de l'École Française de Rome, no 166,‎ 1992, p. 7-15 (lire en ligne, consulté le 28 avril 2020).
- « Scènes de la cité ibérique. Les céramiques d'Edeta », Dialogues d'histoire ancienne, vol. 23, no 1,‎ 1997, p. 195-220 (lire en ligne, consulté le 28 avril 2020).
- (es) « Personaje con arado en la cerámica ibérica (ss. II-I a.C). Del mito al rito », Pallas. Revue d'études antiques, no 50,‎ 1999, p. 109-120 (lire en ligne, consulté le 28 avril 2020).

### Ouvrages
- (es) avec Rosa Enguix Alemany et Juan Alonso Pascual, Taller de anforas romanas de Oliva (Valencia), Valence, Publicaciones del Ayuntamiento de Oliva, 1977, 48 p. (ISBN 84-500-1987-7).
- (es) avec Milagro Gil-Mascarell, El Bronce Final y el comienzo de la Edad del Hierro en el País Valenciano, Valence, Laboratorio de Arqueología de Valencia, coll. « Monografías del Laboratorio de Arqueología de Valencia », 1981, 66 p..
- (es) Excavaciones en el Grau Vell (Sagunto, Valencia) : campañas de 1974 y 1976, Valence, Servicio de investigacion prehistorica, coll. « Serie de trabajos varios / Servicio de investigacion prehistorica », 1982, 95 p. (ISBN 84-00-05034-7).
- (es) Historia de la ceramica valenciana, t. 1, Valence, Vicent Garcia, 1987, 204 p. (ISBN 84-85094-62-X).
- (es) La cerámica ibérica, Madrid, Hermanos García Noblejas, coll. « Historia / Cuadernos de arte español », 1992, 31 p. (ISBN 84-7679-199-2).
- avec André Jodin, Enrique A. Llobregat Conesa, Pierre Rouillard, José Uroz Sáez et Gilles Grévin, La nécropole ibérique de Cabezo Lucero, Guardamar del Segura, Alicante, Madrid, École des hautes études hispaniques, Casa de Velázquez, coll. « Collection de la Casa de Velázquez », 1993, 346 p. (ISBN 84-86839-42-4, lire en ligne).
- (es) Escenas de la ciudad ibérica : las cerámicas de Llíria (València), Valence, Episteme, coll. « Eutopías. Documentos de trabajo », 1997, 28 p. (ISBN 84-89447-60-8).
- (es) avec Consuelo Mata Parreño et José Pérez Ballester, Damas y caballeros en la ciudad ibérica : las cerámicas decoradas de Llíria, Valencia, Madrid, Cátedra, coll. « Historia. Serie menor », 1997, 181 p. (ISBN 84-376-1527-5).
- (es) Sagunto : Oppidum, emporio y municipio romano, Barcelone, Edicions Bellaterra, 2004, 264 p. (ISBN 84-7290-243-9).
- (es) Los iberos ayer y hoy : arqueologías y culturas, Madrid, Marcial Pons Historia, 2012, 377 p. (ISBN 978-84-92820-72-6, lire en ligne).
- (es) La Dama de Elche : dónde, cuándo y por qué, Madrid, Marcial Pons Historia, coll. « Estudios. Antigua », 2018, 223 p. (ISBN 978-84-16662-52-4).

## Annexe